# دوري هونغ كونغ لكرة القدم 1986–87
دوري هونغ كونغ لكرة القدم 1986–87 هو الموسم 42 من دوري هونغ كونغ لكرة القدم ‏. كان عدد الأندية المشاركة فيه 8، وفاز فيه نادي جنوب الصين.